# Pietro di Cettigne
Pietro di Cettigne, in serbo: Св. Петар Цетињски, Sveti Petar Cetinjski, al secolo Petar I Petrović-Njegoš (in serbo: Петар I Петровић Његош; Njeguši, 1º aprile 1747 – 31 ottobre 1830), fu un metropolita ortodosso montenegrino, vladika di Montenegro. È venerato come santo dalle Chiese ortodosse orientali che lo ricordano il 31 ottobre.

## Biografia
Nato nella cittadina montenegrina di Njeguši, il 1º aprile 1747, fu tonsurato come monaco e ordinato diacono all'età di soli 12 anni. Nel 1760 accompagnò lo zio, il vescovo Basilio, nell'allora Impero russo al fine di fermarsi a studiare in quelle terre, ma quest'ultimo morì l'anno successivo costringendo Pietro a tornare nel Montenegro.
Il giovane diacono divenne pochi anni dopo prete e, successivamente, fu elevato al rango di archimandrita. Fu l'assistente del metropolita Saba nell'amministrazione della diocesi fino alla morte di questi, avvenuta nel 1784, anno nel quale fu eletto metropolita del Montenegro.
Attraverso questa carica Pietro non solo diventò leader spirituale della comunità ortodossa locale ma assurse anche al ruolo di guida secolare (governatore) dei Montenegrini. Per tutta la sua carica si impegnò strenuamente per promuovere la pace tra le varie tribù slave, combattendo inoltre i nemici esterni del suo popolo.
Durante un suo nuovo viaggio in Russia (1785), il Montenegro fu attaccato dalle truppe turche e occupato da queste, costringendo Pietro a un rapido ritorno al fine di guidare la guerra di liberazione del proprio popolo. Il 3 ottobre 1796 sconfisse l'esercito turco nella battaglia di Krusi rendendo il proprio paese virtualmente indipendente dall'Impero ottomano.
Nel 1813, sotto la sua guida, l'esercito montenegrino sostenuto dalle marine britannica e russa, si oppose vittoriosamente alle truppe di Napoleone in Dalmazia. Tuttavia il Congresso di Vienna non riconobbe l'indipendenza del Montenegro, costringendo migliaia di montenegrini a rifugiarsi in Serbia e in Russia per sfuggire alla fame e alle rappresaglie politiche.

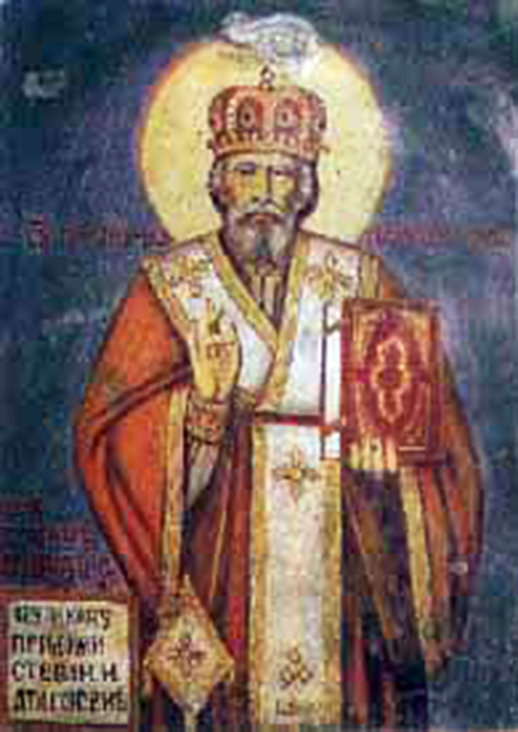
Dipinto ottocentesco raffigurante San Pietro di Cettigne

Nonostante il proprio ruolo politico e religioso, san Pietro continuò comunque a vivere come un semplice monaco, passando gran parte della sua giornata in una piccola cella e dedicandosi a pratiche ascetiche. La sua vita era suddivisa tra preghiera, digiuno e politica, tuttavia Pietro trovò il tempo per leggere libri in francese, italiano e russo in modo da incrementare la sua conoscenza in dottrina ortodossa e in cultura secolare.
A livello sociale preparò il Montenegro a diventare uno stato moderno introducendo un sistema efficiente di tasse, scuole e incoraggiando l'iniziativa economica dei privati.
Particolare significativo della sua politica penale fu il fatto che, secondo le sue autobiografie, nessun criminale fu condannato a morte durante il suo governatorato. Ratificò inoltre il primo codice penale montenegrino (Законик Петра I or Zakonik Petra I).
San Pietro, metropolita e governatore di Cettigne e di tutto il Montenegro, morì il 31 ottobre 1830. A lui successe il nipote, Pietro II (Njegoš).
La sua agiografia vuole che nel 1834, nel momento in cui furono aperte le sue reliquie, il suo corpo fosse trovato intatto e profumato di mirra, particolare che accelerò la sua canonizzazione.